# Distrito electoral 18 (Illinois)
El distrito electoral 18 (en inglés: Precinct 18) es un distrito electoral ubicado en el condado de Monroe en el estado estadounidense de Illinois. En el Censo de 2010 tenía una población de 1087 habitantes y una densidad poblacional de 802,47 personas por km².

## Geografía
Según la Oficina del Censo de los Estados Unidos, tiene una superficie total de 1.35 km², de la cual 1.35 km² corresponden a tierra firme y (0%) 0 km² es agua.

## Demografía
Según el censo de 2010, había 1087 personas residiendo en el distrito electoral 18. La densidad de población era de 802,47 hab./km². De los 1087 habitantes, el distrito electoral 18 estaba compuesto por el 96.87% blancos, el 0.46% eran afroamericanos, el 0.18% eran amerindios, el 0.74% eran asiáticos, el 0% eran isleños del Pacífico, el 0% eran de otras razas y el 1.75% pertenecían a dos o más razas. Del total de la población el 0.83% eran hispanos o latinos de cualquier raza.